# Villette-d'Anthon
Villette-d'Anthon é uma comuna francesa na região administrativa de Auvérnia-Ródano-Alpes, no departamento de Isère. Estende-se por uma área de 22,8 km². Em 2010 a comuna tinha 5 123 habitantes (densidade: 224,7 hab./km²).